# Burray

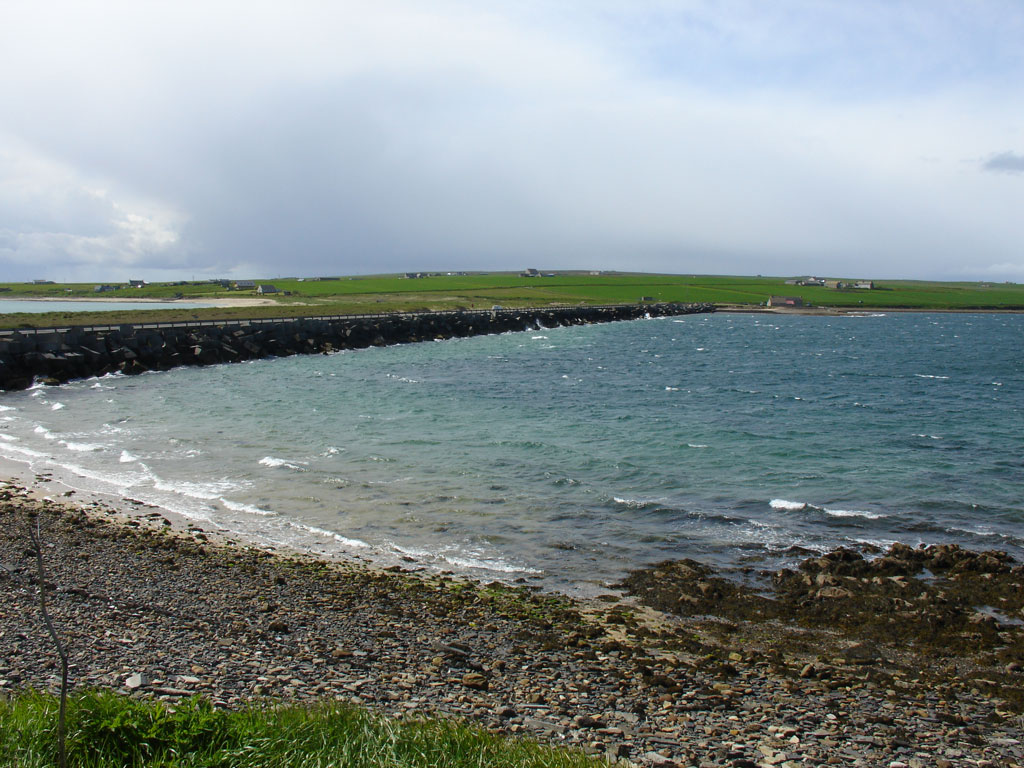
Barriera 4, che collega Burray con l'isola di South Ronaldsay

Burray è un'isola appartenente all'arcipelago delle Orcadi in Scozia. È situata ad Est di Scapa Flow e fa parte delle isole collegate tra loro da alcuni sbarramenti artificiali famosi come Churchill Barriers.

## Geografia e geologia
Burray è situata tra le isole di Mainland e South Ronaldsay, ed è collegata a entrambe tramite le Churchill Barriers. Gli sbarramenti 1, 2 e 3 uniscono Burray con Mainland attraverso gli isolotti di Glimps Holm e Lamb Holm, nella zona di Holm Sound, a Nord-Est. Lo sbarramento 4, invece, collega l'isola a South Ronaldsay, attraverso Water Sound. A Ovest di Burray si trova l'isola formata dalle maree denominata Hunda, anch'essa also raggiungibile tramite una strada rialzata. Proseguendo verso Ovest, nella direzione di Scapa Flow, vi sono le isole di Flotta e Calf of Flotta, situate approssimativamente a 6 chilometri.
Nel 2001, la popolazione di Burray ammontava a 357 persone. La principale cittadina, chiamata Burray Village, è un antico porto di pescatori, situato sulla costa Sud-occidentale. Altri paesi sull'isola sono Northtown, Southtown e Hillside.
Burray è composta da arenaria rossa, tipica dell'era geologica del Devoniano. L'isola presenta una rientranza a Nord-Ovest, in corrispondenza con la Echnaloch Bay, che prende il nome dal lago Echna. La parte orientale dell'isola presenta i promontori di Burray Ness e Burray Haas.

## Attrazioni turistiche
Le maggiori attrazioni di Burray comprendono un museo di fossili a Viewforth.
Sull'isola vi è un grosso numero di specie di uccelli, in particolare gabbiani (che si cibano di aringhe) e chiurli.

## Storia

### Sir James Stewart
Sir James Stewart fu il signore di Burray durante i primi anni del diciottesimo secolo. All'epoca, si sospettò di come Stewart fosse implicato in un omicidio avvenuto a Kirkwall nel 1725, e fece perdere le proprie tracce per vent'anni. Partecipò attivamente al movimento giacobita, che culminò con la battaglia di Culloden nel 1746, dove fu uno dei pochi sopravvissuti. Tuttavia, una volta tornato a Burray dopo la battaglia, fu riconosciuto dal figlio della persona assassinata anni prima e venne denunciato alle autorità. Stewart fu arrestato e finì i suoi giorni in una cella a Londra.

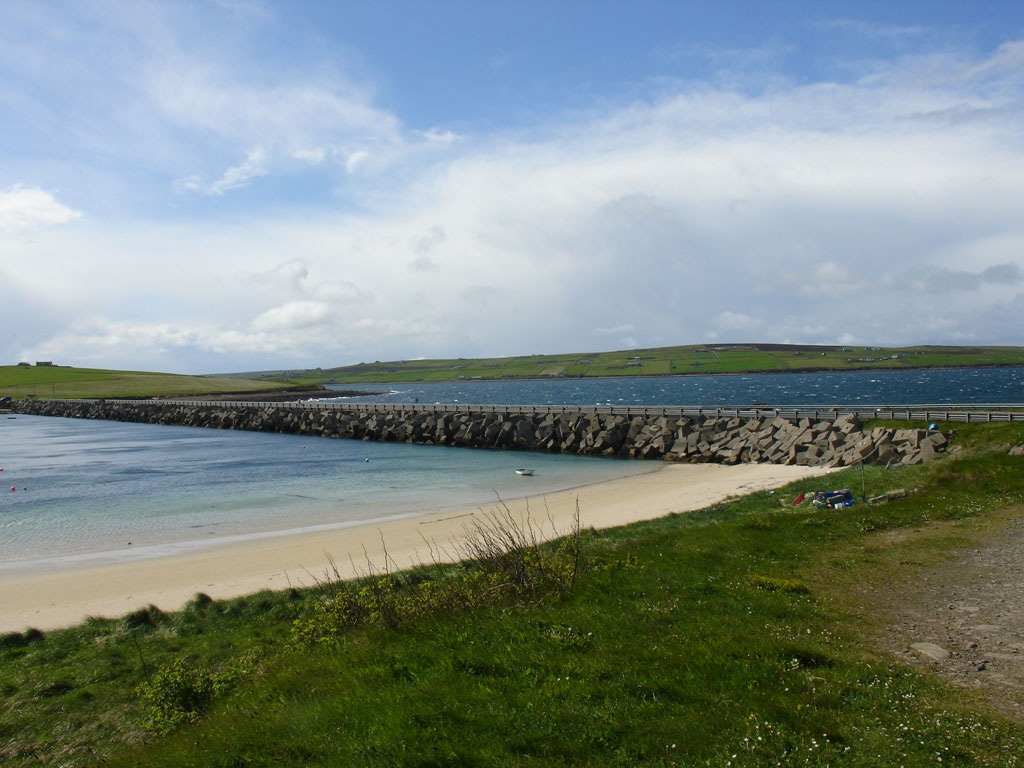
Churchill Barrier 3, sbarramento che unisce Glimps Holm a Burray

### Seconda guerra mondiale e costruzione delle Churchill Barriers
Il 14 ottobre 1939, la nave da guerra della Marina militare britannica HMS Royal Oak fu affondata mentre era ormeggiata nel porto naturale di Scapa Flow, dal sottomarino tedesco U-Boot U-47, sotto il comando di Günther Prien. U-47 era entrato a Scapa Flow attraverso Holm Sound, poco più a Nord di Burray, uno dei numerosi accessi a Scapa Flow. Gli accessi orientali erano protetti da alcune misure di sicurezza, per esempio da reti anti-sommergibili e da barriere costituite da navi affondate. Tuttavia U-47 entrò di notte, sfruttando l'alta marea ed evitando con cautela queste barriere.
Per prevenire nuovi attacchi, Winston Churchill ordinò la costruzione di barriere permanenti. I lavori iniziarono nel maggio del 1940 e le barriere vennero completate nel mese di settembre del 1944. Tuttavia, la loro apertura ufficiale avvenne il 12 maggio 1945, quattro giorni dopo la fine della seconda guerra mondiale.
Il progetto delle Churchill Barriers richiese un notevole impiego di forza lavoro, che raggiunse il suo picco di oltre duemila uomini nel 1943. La maggior parte dei lavori venne svolta da oltre 1300 prigionieri di guerra italiani, catturati durante la campagna in Nord-Africa e trasportati alle isole Orcadi a partire dai primi mesi del 1942. L'utilizzo dei prigionieri di guerra per lavori a scopo bellico è vietato secondo la Convenzione di Ginevra, tuttavia i lavori vennero giustificati come 'miglioramenti delle comunicazioni' nelle isole Orcadi meridionali.
I prigionieri vennero sistemati in tre campi, 200 al Campo 60 situato a Lamb Holm mentre i rimanenti 700 in due campi sulla stessa isola di Burray.